# 奥托·兰克
奥托·兰克（1884年4月22日—1939年10月31日）是一位奥地利精神分析学家、哲学家、作家和老师。

## 生平
1884年出生于奥地利维也纳。他和西格蒙德·弗洛伊德一起共事二十余年。作为一个美国存在主义心理治疗的先驱羅洛·梅，深受兰克的后弗洛伊德的演讲和著作的影响，并始终认为兰克是存在主义治疗的一个最重要的先驱。